# Рубаненко, Борис Рафаилович
Бори́с Рафаи́лович Рубане́нко (1910, Самара — 1985, Москва) — советский, российский архитектор-градостроитель, педагог. Народный архитектор СССР (1980). Лауреат Государственной премии СССР (1973).

## Биография
Борис Рубаненко родился 16 (29) августа 1910 года в Самаре, в еврейской семье. Детство провёл в Самаре. В 1921 году переехал в Петроград. В 1927 году окончил среднюю школу.
В 1927—1931 годах учился в Ленинградском институте инженеров коммунального строительства у А. С. Никольского и А. А. Оля, в 1932—1934 — в Ленинградском институте живописи, скульптуры и архитектуры, где ему преподавали такие признанные мастера, как В. Г. Гельфрейх, В. А. Щуко и С. С. Серафимов).
В 1929 году — начало творческой практики. В 1933 году вступил в Союз архитекторов СССР. В 1939 году вступил в КПСС.
С 1931 по 1941 год работал в «Ленпроекте», занимая должности архитектора, старшего архитектора, а с 1934 года — руководителя 1-й архитектурной мастерской Ленгорсовета. Руководил маскировкой и восстановлением домов в осажденном Ленинграде (1941—1942).
После снятия блокады Ленинграда в 1943 году переехал в Москву. Заместитель председателя Комитета по делам архитектуры при СНК СССР (1943—1944).
Послевоенные работы носили преимущественно комплексный характер — выступал как архитектор и градостроитель одновременно, под его руководством сразу создавались проект планировки и проект застройки.
В 1949—1950 годах — начальник Управления жилых и общественных зданий Министерства городского строительства. В 1950—1955 годах — член Государственного комитета Совета Министров СССР по делам строительства.
С 1955 года — на научной работе в качестве академика-секретаря Академии архитектуры СССР. Затем был членом президиума Академии строительства и архитектуры СССР до её упразднения в 1963 году. Одновременно с 1956 года занимал должность директора научно-исследовательского и экспериментального института жилища.
В 1963—1985 годах — директор Центрального института экспериментального проектирования жилища в Москве (ЦНИИЭП жилища).
Участник ряда крупнейших градостроительных проектов в СССР 1960-х—80-х годов. Большинство работ архитектора было создано в соавторстве.
Занимаясь практическим проектированием и одновременно теоретическими проблемами массового индустриального жилища, архитектор превратился в первоклассного специалиста по массовому жилищному строительству. Под его руководством был выпущен ряд ценных сборников и монографий по проблемам типового жилища.
В 1932—1942 годах преподавал в Ленинградском институте инженеров коммунального строительства в качестве ассистента. С 1954 года — преподаватель, с 1970 — профессор Московского архитектурного института. С 1967 года — доктор архитектуры.
Действительный член АХ СССР (1979). Член-корреспондент, действительный член Академии архитектуры СССР (1943—1955), Академии строительства и архитектуры СССР (1956—1963).
Член ВЛКСМ с 1926 года. Член ВКП(б) с 1939 года.
Скончался 6 мая 1985 года в Москве. Похоронен на Кунцевском кладбище.

## Награды и звания
- Заслуженный архитектор РСФСР (1969)[4]
- Заслуженный архитектор Казахской ССР (1970)[4]
- Народный архитектор СССР (1980)
- Государственная премия СССР (1973) — за проект новой части Тольятти
- Премия Совета Министров СССР (1971)[3]
- Орден Ленина
- Орден Трудового Красного Знамени (1958)
- Орден Октябрьской Революции
- Медали
- Доктор архитектуры (1967).

## Избранные проекты и постройки
В Ленинграде:
- 1933—1934 — жилой комплекс завода «Электросила» (совместно с Г. А. Симоновым)
- 1932—1937 — комплексы «домов специалистов» на Лесном проспекте[7] и на проспекте Стачек (1934)
- 1936—1941 — жилой район на Малой Охте.
- 1939 — жилой комплекс в Выборгском районе Ленинграда (совместно с Т. Д. Каценеленбоген и др.)
- 1939 — школа на Невском проспекте, 14 (Ленинград).
- 1942—1943 — работал на строительстве оборонных рубежей и руководил работами по маскировке зданий Ленинграда.

В других городах:
- 1947 — проект планировки и застройки Привокзальной площади в Минске (совместно с Л. Г. Голубовским и А. Р. Корабельниковым).
- 1951 — перестройка Дома правительства Казахстана в Алма-Ате (построен в 1930-е гг. им же совместно с Г. А. Симоновым).
- 1961—1964 — проект жилого района Тропарёво, отмечающего въезд в Москву со стороны аэропорта Внуково.
- 1961—1973 — проект новой части Тольятти (совместно с ЦНИИП градостроительства, руководитель Е. И. Кутырев).
- 1966—1967 — руководство проектом планировки квартала в Ташкенте.
- С 1969 года разрабатывал проект застройки и Генеральный план города Набережные Челны.

## Память
В честь архитектора названа улица между 1, 2 и 3-м комплексами Набережных Челнов.